# (282) Clorinde
(282) Clorinde ist ein Asteroid des inneren Hauptgürtels, der am 28. Januar 1889 vom französischen Astronomen Auguste Charlois am Observatoire de Nice entdeckt wurde.
Der Asteroid wurde vermutlich benannt nach der Heldin des epischen Gedichts Das befreite Jerusalem des italienischen Schriftstellers Torquato Tasso (1544–1595).

## Wissenschaftliche Auswertung
Aus Ergebnissen der IRAS Minor Planet Survey (IMPS) wurden 1992 Angaben zu Durchmesser und Albedo für zahlreiche Asteroiden abgeleitet, darunter auch (282) Clorinde, für die damals Werte von 39,0 km bzw. 0,05 erhalten wurden. Eine Auswertung von Beobachtungen durch das Projekt NEOWISE im nahen Infrarot führte 2011 zu vorläufigen Werten für den Durchmesser und die Albedo im sichtbaren Bereich von 41,9 km bzw. 0,03. Nach neuen Messungen mit NEOWISE wurden die Werte 2012 auf 41,3 km bzw. 0,04 geändert. Nach der Reaktivierung von NEOWISE im Jahr 2013 und Registrierung neuer Daten wurden die Werte 2015 zunächst mit 37,1 km bzw. 0,04 angegeben und dann 2016 korrigiert zu 33,2 oder 35,7 km bzw. 0,05 oder 0,04, diese Angaben beinhalten aber alle hohe Unsicherheiten.
Photometrische Messungen des Asteroiden fanden erstmals statt vom 26. bis 29. Januar 1982 am McDonald-Observatorium in Texas. Aus der aufgezeichneten Lichtkurve mit geringer Amplitude wurde auf eine Rotationsperiode von 6,42 h geschlossen.
Aus archivierten Daten des Asteroid Terrestrial-impact Last Alert System (ATLAS) aus dem Zeitraum 2015 bis 2018 wurden in einer Untersuchung von 2020 mit der Methode der konvexen Inversion für ein dreidimensionales Gestaltmodell des Asteroiden zwei alternative Positionen für die Rotationsachse mit einer retrograden Rotation sowie eine Periode von 49,365 h bestimmt.
Im Rahmen eines wissenschaftlichen Programms mit dem Titel „Investigating the most ancient asteroids“ gab es vom 26. November 2020 bis 6. März 2021 eine koordinierte Zusammenarbeit des Osservatorio Astronomico BSA in Italien und der Anderson Mesa Station des Lowell-Observatoriums in Arizona. Aus der während 27 Nächten aufgezeichneten Lichtkurve wurde eine Rotationsperiode von 49,352 h bestimmt. Dieses Ergebnis bestätigte, dass es sich bei (282) Clorinde um einen langsamen Rotator handelt.
Eine Untersuchung von 2022 bestimmte Gestaltmodelle und Rotationsachsen von 55 Asteroiden, um bestätigende Beweise für ihre mögliche Zugehörigkeit zu einer 4 Mrd. Jahre alten ursprünglichen Asteroidenfamilie zu liefern. Aus archivierten Daten der Catalina Sky Survey, des United States Naval Observatory (USNO) sowie von ATLAS, der All-Sky Automated Survey for Supernovae (ASAS-SN) und Gaia DR2 wurde für (282) Clorinde ein neues Gestaltmodell mit verbesserten alternativen Rotationsachsen mit retrograder Rotation und eine Periode von 49,3597 h bestimmt.
Aus den Daten von ATLAS konnte in einer Untersuchung von 2022 mit der Methode der konvexen Inversion noch einmal eine Rotationsperiode von 49,36 h bestimmt werden. Auch weitere photometrische Beobachtungen konnten die langsame Rotation wiederholt bestätigen: Vom 27. März bis 20. Mai 2022 während 17 Nächten am Organ Mesa Observatory (abgeleitete Periode 49,350 h) sowie vom 8. April bis 4. Juli 2022 während 12 Nächten am New Mexico Skies Observatory in New Mexico (abgeleitete Periode 49,280 h).